# 西宮東口駅
西宮東口駅（にしのみやひがしぐちえき）は、兵庫県西宮市にかつて存在した阪神電気鉄道本線の駅（廃駅）である。阪神本線の高架化工事に伴い、西宮駅との統合にあたり廃止された。

## 歴史
- 1905年（明治38年）4月21日：開業。
- 1995年（平成7年）
  - 1月17日：阪神・淡路大震災発生により阪神本線運休。
  - 1月26日：甲子園駅 - 青木駅間運転再開により、営業再開。
- 1998年（平成10年）5月30日：下り線高架化[2]。
- 2001年（平成13年）3月3日：上り線高架化完成に伴い西宮駅に統合され廃止[1]。

## 高架化に伴う変遷
阪神本線西宮市内連続立体交差事業のうち、久寿川駅西方から堀切川（香櫨園駅西方）までの高架化が1991年に着工された。
この工事では、従来の地上線の北側（上り線の外側）に上りの仮線を敷設、従来の上り線部分に下りの仮線を敷設、これらの仮線で運行を続けつつ、まず従来の下り線部分に線路1本分の高架橋を建設、下り線を高架化した後に下り仮線（本来の上り線部分）を撤去して上り線用の高架橋を建設し、最終的に上下線を高架化する、として進められた。
当駅は開業以来相対式ホーム2面2線構造であり、改札口は各ホーム西端に別々に設けられ、改札内で上下ホーム間を行き来することはできなかった。駅は、東川という小さな川のすぐ東側（大阪寄り）にあり、改札口のすぐ横には踏切の長時間閉鎖に対応し、歩行者専用の地下自由通路があった。この地下通路は高架化に伴い埋められ現存しない。
また、駅と接するような形で住宅が迫っており、仮ホームを設置できるだけの用地的余裕がなかったため、仮線では駅全体を西方へ約150 m移動し、東川の西（神戸寄り）に置かれた（改札口は上下線それぞれの仮ホーム東端に設置）。なお、上記のように仮線は時期をずらして上下線が敷設されたため、一時的だが道路や川を挟んで上下ホームが離れた位置となっていた時期があった。
下り線が高架化された際、上り線は仮線のままで西宮駅が従来の位置にあったため駅はまだ廃止できず（廃止の条件は西宮駅の大阪寄りへの移動）、かといって下り線だけ駅を廃止するわけにもいかないため、高架上の南側（下り線の外側）に下り仮設ホームが設置された。仮設とはいえ、高架上であるため十分な強度が必要であり（特に高架化工事中に阪神・淡路大震災が起きており、利用者の安全については十二分の施策が必要であった）、通常の駅とあまり変わらない構造で、エレベーター等のバリアフリー設備も備えていた。
なお、この高架上の下り仮設ホームは、工事開始前の地上駅ホームとほぼ同じ位置の真上（東川の東側）に設置されていた。
上り線が高架化された際、駅自体が廃止となったため、下り線の仮設ホームも廃止された。仮設の駅舎、エレベーター等の乗降設備、プラットホーム等はすべて撤去されたが、上記の通り高架橋自体に駅を支えていた構造があるため、駅の跡は高架橋がそこだけ南側に広がった形で残っている（列車内および高架の下から確認可能）。施設撤去後は、保線用の資材置場などに使用されている。
当駅が存在したことを永く伝えるため、駅跡の高架橋下（児童公園として整備されている）には、地上駅時代の写真を焼き付けたプレートがはめ込まれたモニュメントが設置されている。
5500系や9000系に設置されていた路線図併用LED式車内案内表示装置では、当駅廃止後は今津駅と西宮駅の間に当駅を表す表示部分が黒テープで隠された（当駅廃止と同時に香枦園駅が香櫨園駅へと改称されたため、西宮東口駅から香櫨園駅までの間が一纏めで隠された）。なお、近鉄との直通運転開始を機にその路線図式案内装置は撤去された。

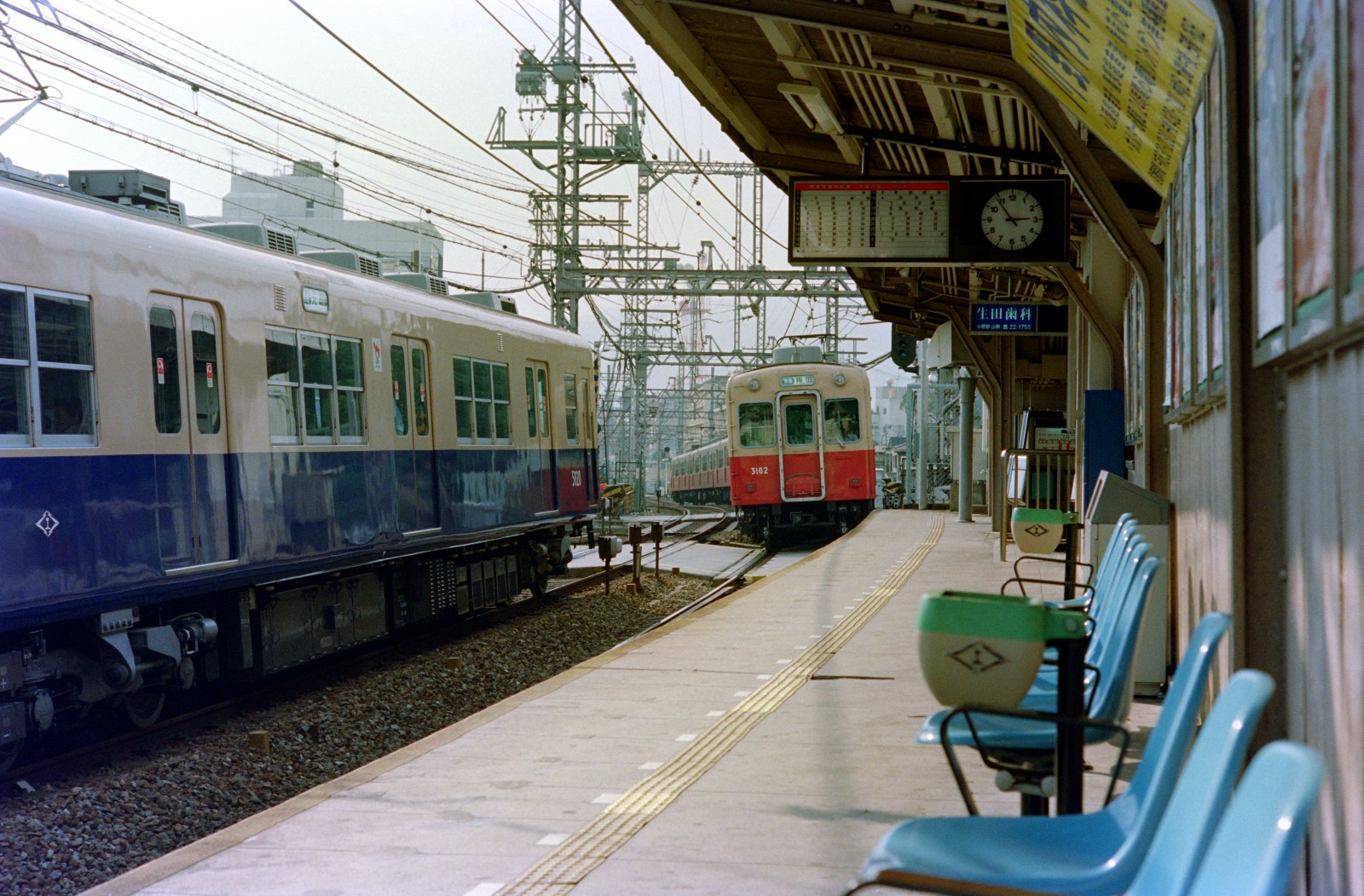
高架化前の大阪方面ホーム（1990年）
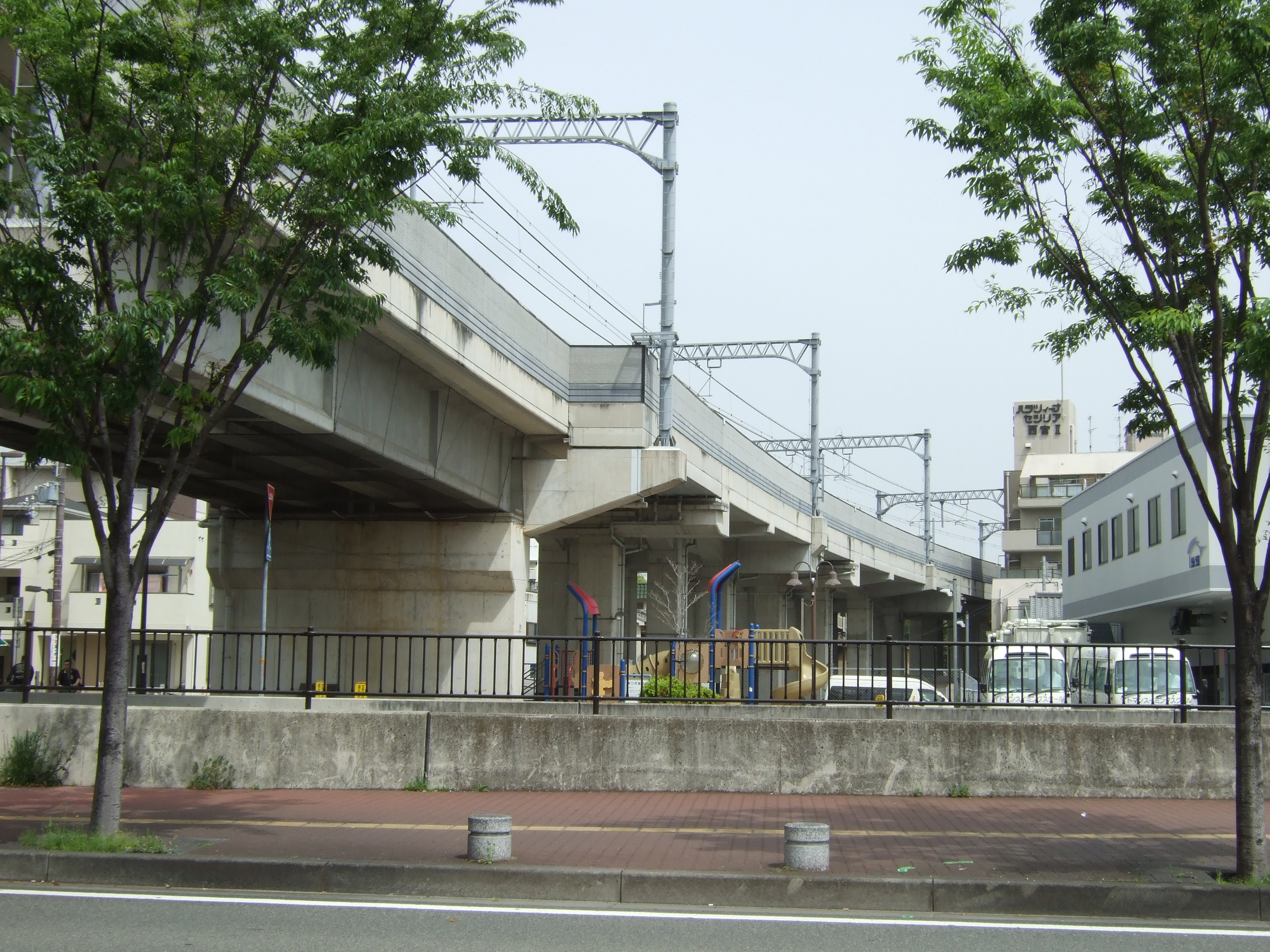
駅跡（2011年）
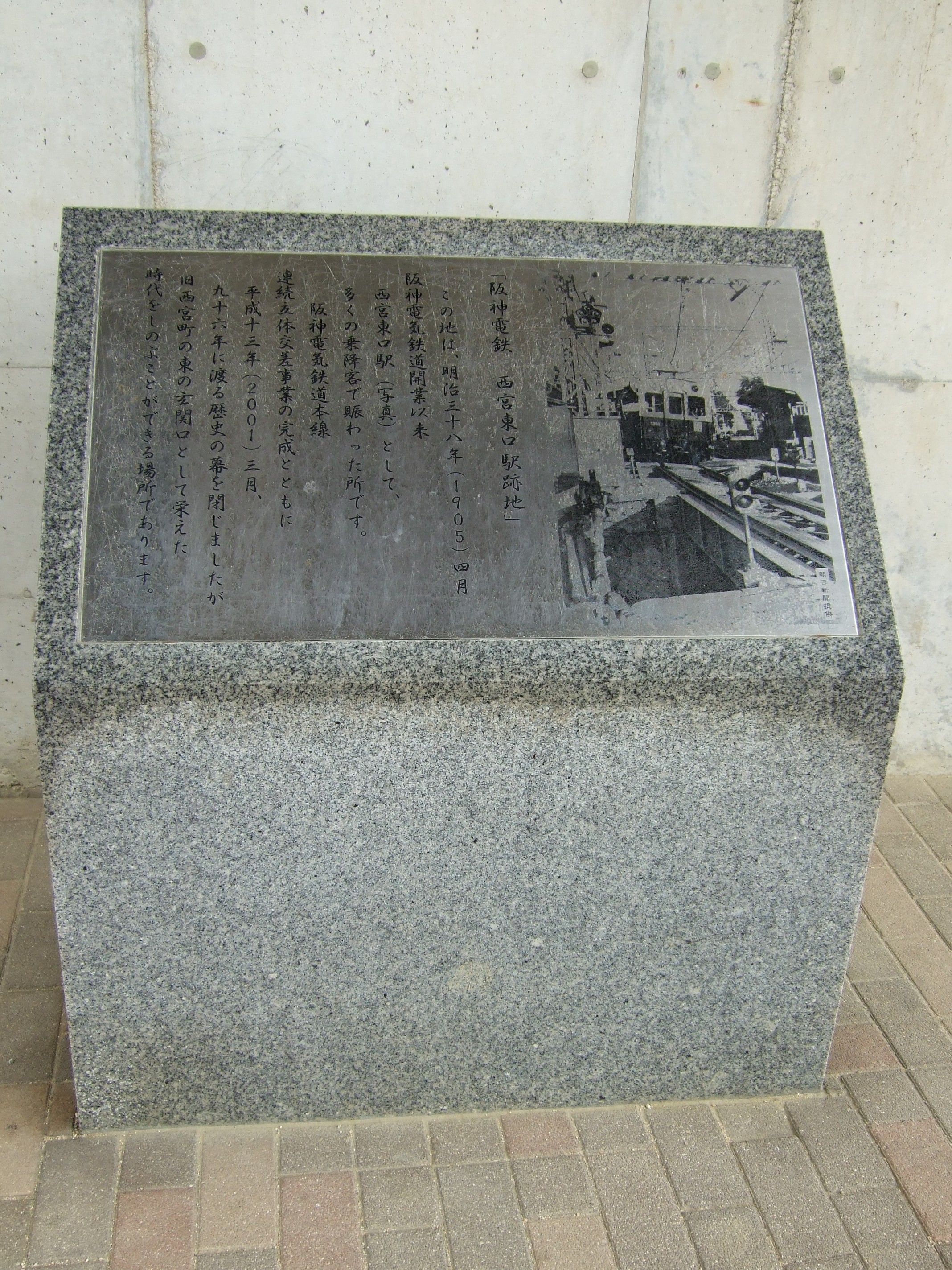
高架下の児童公園にあるモニュメント（2011年）
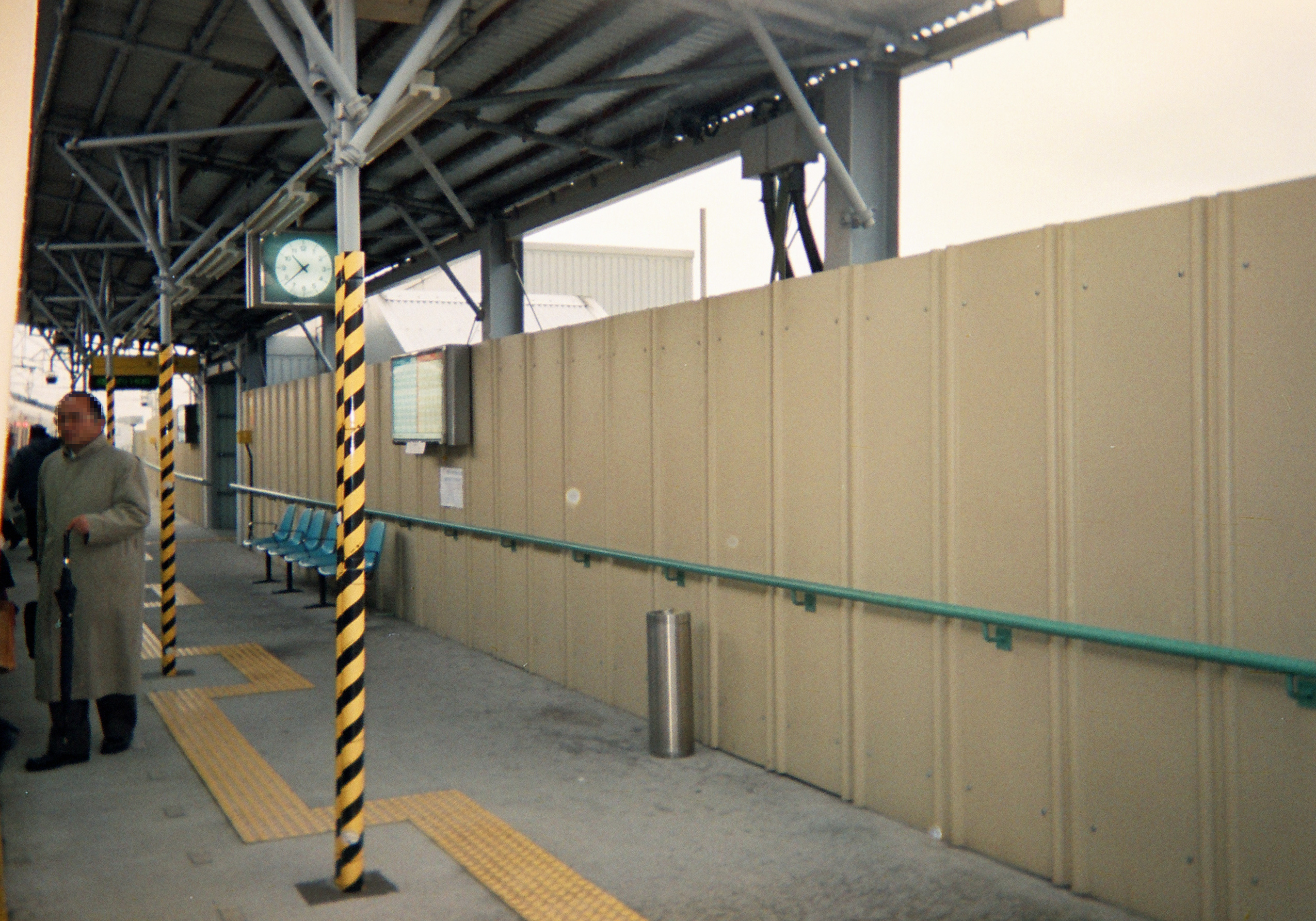
仮設の下り高架ホーム（2000年頃）
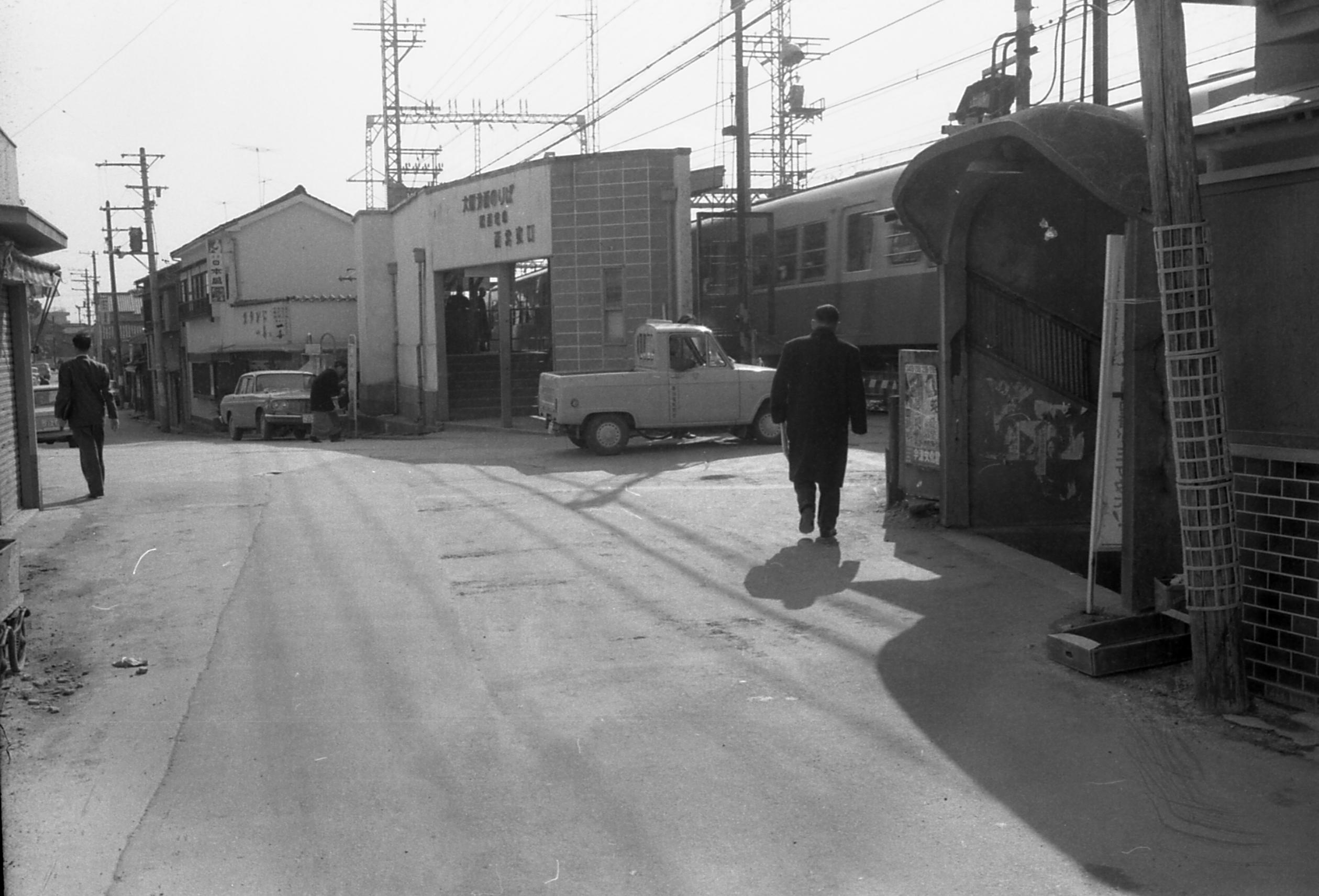
西宮東口駅の駅前（1968年2月、手前に地下道の出入口が写る）

## 駅周辺
かつては西宮神社に向かって東川沿いに西国街道が通っており、隣接する今津村が編入されるまでは西宮市街の東端となっていた。これが駅名の由来であり、現在でも付近は西宮市役所、兵庫県立西宮病院、市民会館アミティホール、総合福祉センター、西宮市水道局など公的施設が多い。西宮駅よりそれらに近かったため、一定の需要があった。
駅跡の北側には、北東方向にJR西宮駅へと通じるアスファルトで赤く舗装された道路があるが、これがかつては西宮東口駅前商店街であった通りである。西宮東口駅廃止の方針が打ち出された時には反対運動も展開されたが、結局その願いは叶わず、駅廃止以降はほぼ全ての商店が閉店するなど、急速に廃れた。商店街の南北の出入口には「西宮東口商店街」と表記されたゲートがあった（上記の画像参照）が、先に西宮東口駅そばの南側が撤去され、残されていた北側も2014年から2015年にかけて撤去された。
路線バスは、阪急バスの「阪神東口」停留所が駅の西側の通りにあり、西宮北口駅や甲東園駅、朝凪町方面の路線が発着していた（かつては阪急伊丹行もあった）。通りが一方通行のため、南行と北行は異なった位置に設置している。廃止後は南行（朝凪町方面）が「戸田町」、北行（西宮北口、甲東園方面）が「阪神西宮駅東」に改称されている。

## 隣の駅
阪神電気鉄道
本線
今津駅 - 西宮東口駅 - 西宮駅